# 魏大鹏
魏大鹏（1957年11月—），男，汉族，山东章丘人，中华人民共和国政治人物。法国巴黎国立高等工艺技术学院工业系统工程专业毕业，研究生学历，管理学博士，教授，博士生导师，享受国务院政府特殊津贴。

## 生平
1977年11月参加工作，任职于化工部第一设计院，后任技术员。1983年至1986年，在南京化工学院管理工程系学习。1984年11月加入中国共产党。1986年，考取天津财经学院工业管理系硕士研究生，后由国家公派赴法国留学，分别在法国巴黎第九大学攻读研究生（DEA）、在法国巴黎国立高等工艺技术学院（ENSAM de Paris）攻读博士研究生，1992年获得博士学位并回国。
先后任天津财经学院工业管理系副主任、微观经济管理研究所副所长。1996年，任天津财经学院党委常委、副院长。1999年至2008年，先后任天津轻工业学院党委副书记、院长，天津科技大学党委副书记、校长、党委书记。2008年至2011年，先后任中共天津市委组织部副部长，天津市人事局局长、党组书记，天津市人才工作领导小组办公室主任，天津市人力资源和社会保障局党组书记。2011年，任中共天津市委教育工委常务副书记。2013年1月，当选第十三届天津市政协副主席。
2016年9月，接替薛进文，任南开大学党委书记。2018年5月，不再担任南开大学党委书记，由杨庆山继任。2021年1月，辞去天津市政协副主席职务。